# 이흥순
이흥순(李興順, 1932년 5월 21일[음력]~ 2022년 9월 8일)은 대한민국의 기독실업인자이자 교육학자였다. 기독실업인 회장, 한국장로신문 이사장과 발행인, 한국장로회총연합회 회장, 신영증권 회장, 극동방송 운영위원장, 미래한국 명예회장, 한국장로대학원 이사장 그리고 사랑의쌀 나누기운동위원회 위원장을 역임하였다. 평소와 검소하게 살았으며 많은 기관들과 어려운 사람들을 후원하였다고 알려져 있다. 그의 아들은 한국기독교학술원, 국제울란바타르대학교의 이사장인 이승택 박사이다.

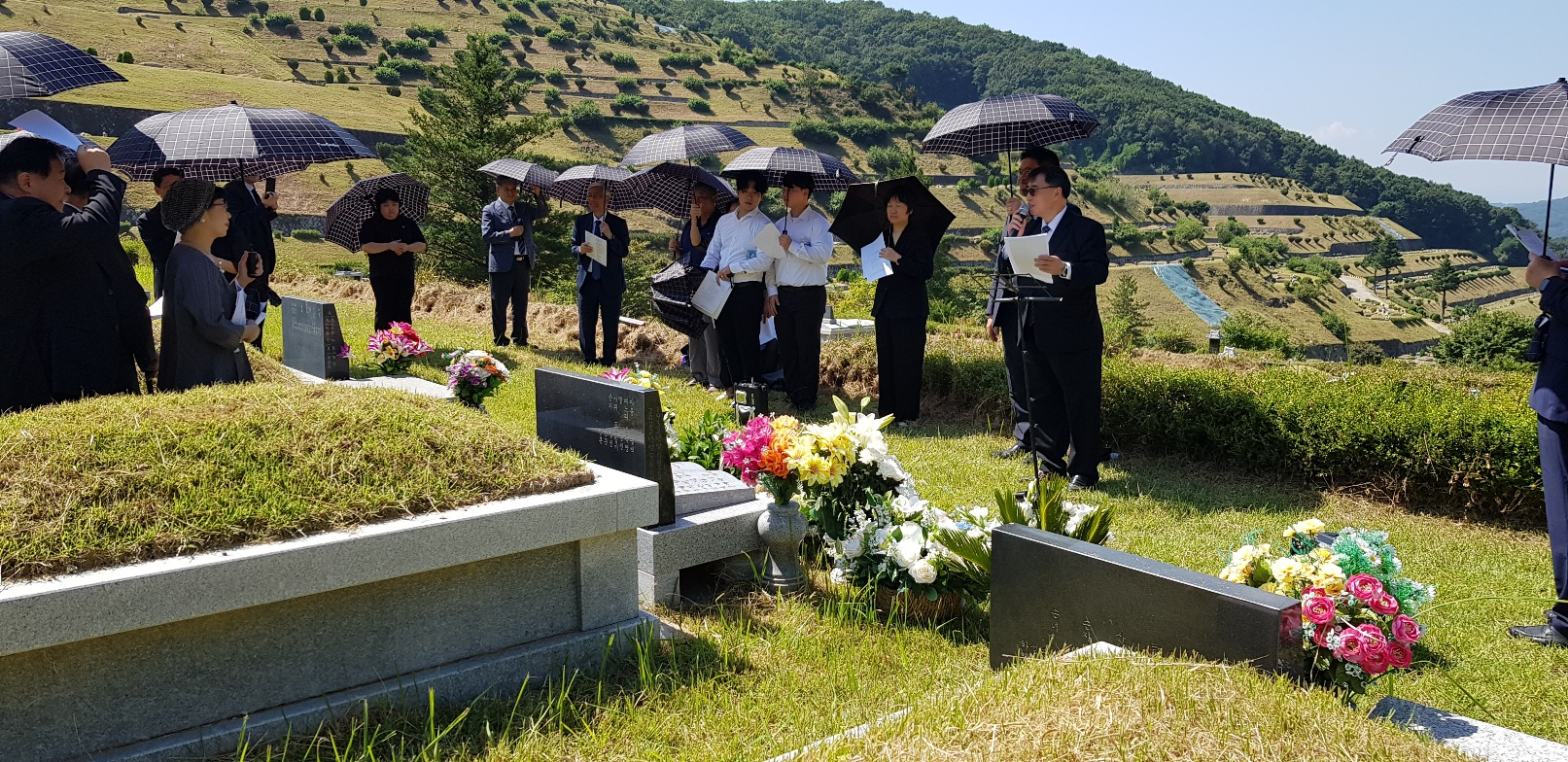
한국기독교학술원 이흥순 전 이사장의 아들 이승택 이사장, 1주기 예배

## 생애와 활동
이흥순은 서울 산정현 교회의 장로로서 한국기독교계와 해외선교에서도 많은 공헌을 하였는데 대표적으로 한국기독교학술원을 설립하였고, 이종윤 박사와 함께 몽골 울란바트라 대학교를 설립하여 많은 후원을 하였다. 세계 기독교교회 연합운동 기구인 WEA(세계복음주의연맹)와 같은 단체의 활동도 도왔다. 그는 젋은 시절부터 탁월한 경영능력을 보여준 기독실업인이자 한국 기독교계의 평신도 지도자였다. 그는 신행일치의 삶을 보여주는 신앙의 귀감을 보여준 크리스챤으로 평가받는다. 2022년  월 9일 별세했다. 향년 90세. 12일 연세대학교 신촌장례식장에서 발인예배를 가진 후, 충북 음성군 생극면 대지 공원묘원에 안장됐다. 유족으로는 부인 신정일 은퇴 장로가 있으며, 장남 이승택 박사는 국제울란바타르대학교 운영 이사장이며, 한국기독교학술원 이사장이다. 부인 유숙영 권사 사이에 강신, 강준, 강훈 3남을 두고 있다.
 아들은 한국기독교학술원 이사장이며 국제울란바타르대학교 운영 이사장인 이승택 박사이다.

## 학력
- 서울대학교 공과대학교 토목학과
- 서울여자대학교 경영학 명예박사 (2017년 5월 19일)

## 경력
- 신영기술금융 주식회사 설립자및 대표이사 회장
- 사랑의쌀 나누기운동 운영위원장
- 한국기독교학술원 설립및 이사장
- 국제울란바타르대학교 설립및 이사장
- 서울기독실업인회 회장
- 한국기독교총연합회 공동회장
- 극동방송 운영위원장
- 한국장로신문사 발행인 사장
- 미래한국 대표이사 회장
- 산정현교회 공로장로
- 한국장로대학원 이사장[4]

## 같이 보기
- 이승택
- 한국기독교학술원
- 이종윤
- 국제울란바타르대학교